# Irsko na Letních olympijských hrách 1924
Irsko se účastnilo Letní olympiády 1924 ve francouzské Paříži.